# Пеос
Пеос (на гръцки: Πέος) е гръцки революционер и военен, участник в Гръцката въоръжена пропаганда в Македония.

## Биография
Роден е в Атина в края на XIX век. Става военен и стига офицерски чин. Пеос влиза в гръцката въоръжена пропаганда в Македония и оглавява собствена чета, в която четник е Пасхалис Вергидис. Действа в района на Дарнакохорията. Сержант Пеос е изпратен в Сяр от Гръцкия комитет в Атина със задача да организира андартска част.